# Víska (Vysoký Chlumec)
Víska je vesnice, část městyse Vysoký Chlumec v okrese Příbram ve Středočeském kraji. Nachází se asi půl kilometru jihozápadně od Vysokého Chlumce. Víska leží v katastrálním území Vysoký Chlumec o výměře 7,35 km².

## Historie
První písemná zmínka o vesnici pochází z roku 1604.

## Obyvatelstvo
| Rok            | 1869 | 1880 | 1890 | 1900 | 1910 | 1921 | 1930 | 1950 | 1961 | 1970 | 1980 | 1991 | 2001 | 2011 | 2021 |
| -------------- | ---- | ---- | ---- | ---- | ---- | ---- | ---- | ---- | ---- | ---- | ---- | ---- | ---- | ---- | ---- |
| Počet obyvatel | 152  | 135  | 187  | 245  | 201  | 198  | 202  | 160  | 167  | 161  | 141  | 152  | 136  | 177  | 144  |
| Počet domů     | 17   | 18   | 25   | 31   | 35   | 36   | 42   | 48   | 48   | 45   | 39   | 51   | 53   | 56   | 65   |

## Další fotografie

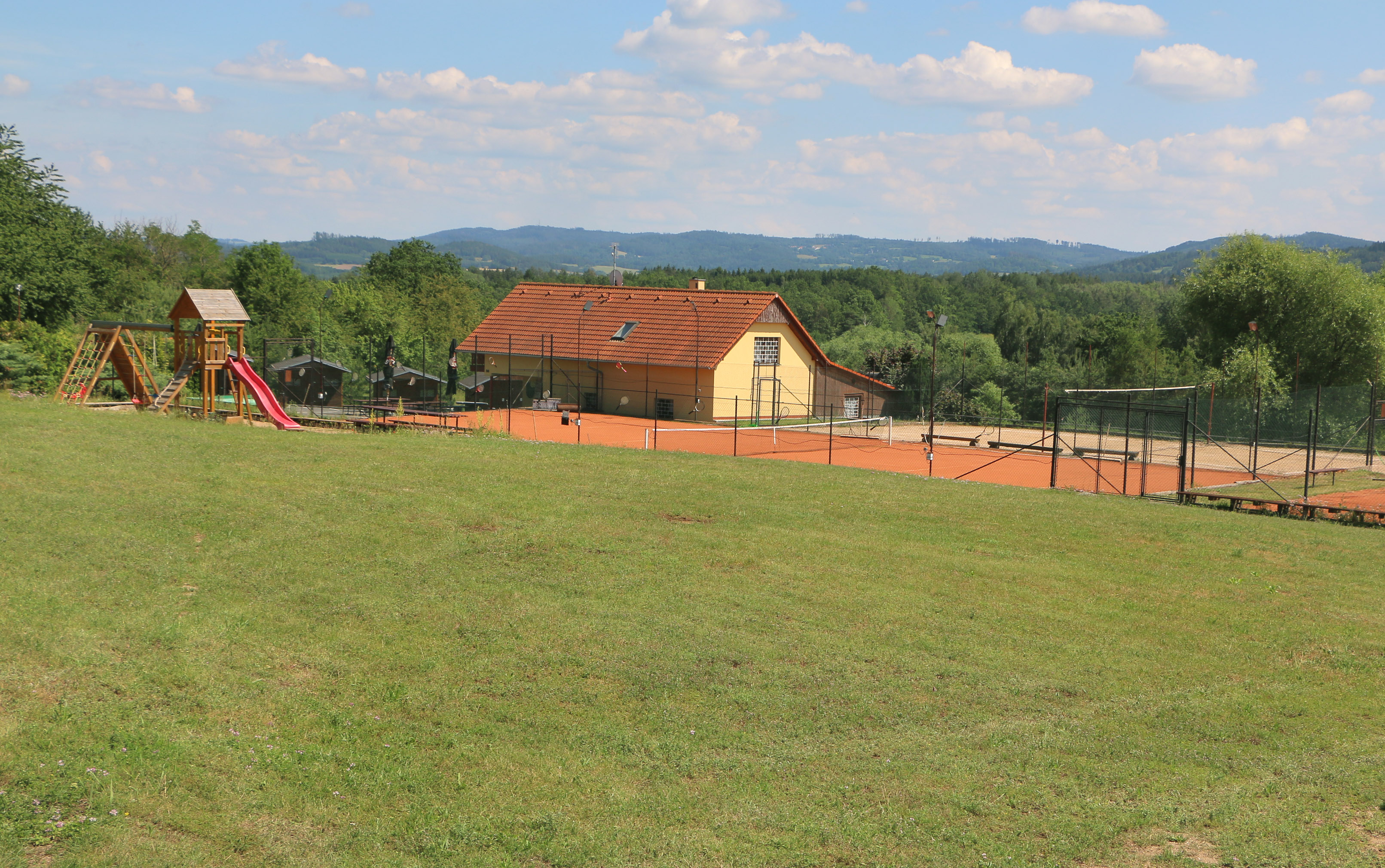
Sportovní areál
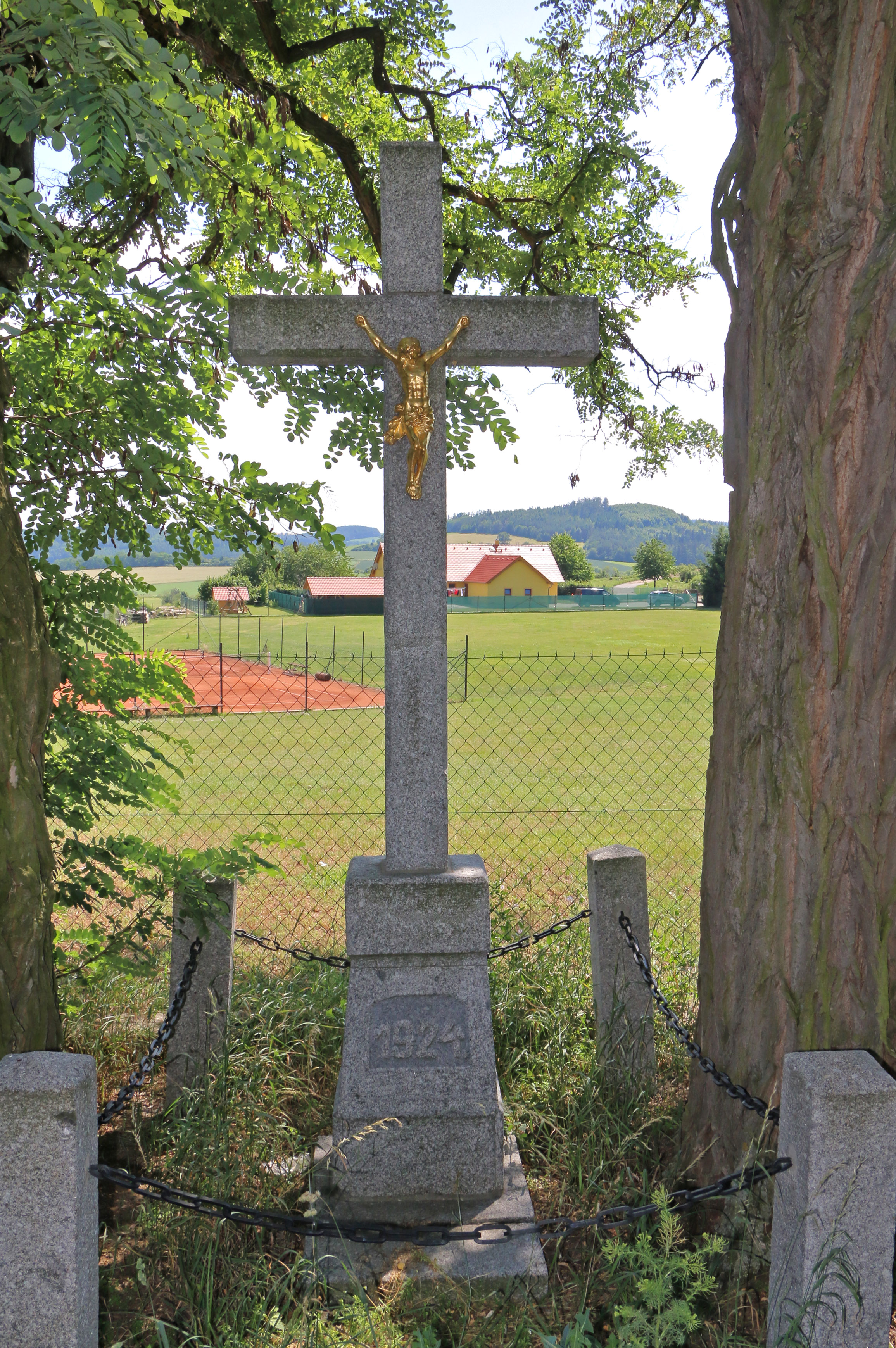
Křížek pod stromy
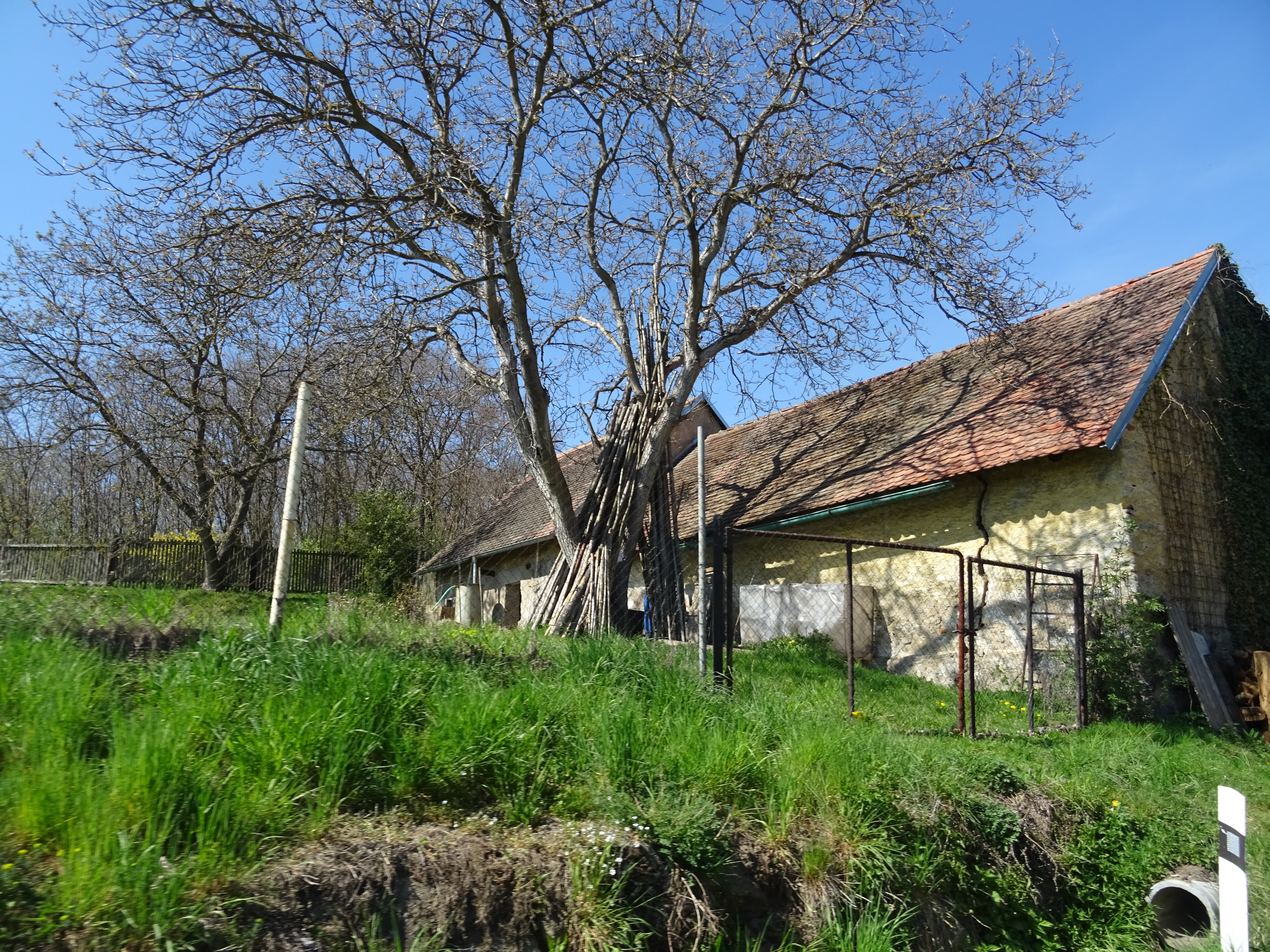
Chalupa